# Thomas Blachman
Thomas Blachman (født 2. april 1963 på Nørrebro) er en dansk jazzmusiker, komponist og producer. I den brede offentlighed er han mest kendt som dommer i talentkonkurrencerne X Factor (2008-2009; 2011–nu), Mentor (2013) og Idols (2003–2004), hvor han er kendt for sin nådesløse behandling af deltagerne. I fem sæsoner af X Factor har Blachmans deltagere vundet, senest Mads Moldt i 2022. Inden da Alma Agger i 2020, Kristian Kjærlund i 2019, gruppen Place on Earth i 2018 og gruppen Anthony Jasmin i 2014. I 2015 var han mentor for Citybois. I forbindelse med sin rolle i X Factor har han sagt: "Efterdønningerne af mit arbejde vil man først rigtig kunne iagttage om 3-400 år."
Thomas Blachman startede som trommeslager i jazzgruppen Page One i 1987 med bassist Lennart Ginman, der blev en mangeårig samarbejdspartner. I 1994 fusionerede Blachman jazz og hiphop med rapperne Al Agami og Remee på albummet The Style and Invention Album. Albummet modtog priserne som Årets danske rap/dance udgivelse og Årets danske jazz udgivelse ved Dansk Grammy 1995. Som producer fik Blachman sit gennembrud med Caroline Hendersons kommercielle succes Cinemataztic (1995), der var produceret sammen med Kasper Winding, som Blachman har arbejdet sammen med adskillige gange. Cinemataztic indbragte Henderson syv Grammy-priser; Blachman og Winding blev Årets danske sangskriver og Årets danske producer.
I 2008 udkom selvbiografien Det kolossale menneske, som var skrevet i samarbejde med Torben Steno. Blachman og Steno udviklede tv-programmet Blachman, der blev sendt i 2013 som et samtaleprogram mellem to mænd foran en tavs nøgen kvinde. Blachman er desuden foredragsholder.

## Liv og karriere

### Opvækst (1963–1986)
Thomas Blachman er søn af Henning og Annie Blachman. Blachmans oldefar, Isak Blachman, var en jødisk-russisk immigrant fra Vitebsk, som bosatte sig i Danmark i 1911 for at undslippe pogromerne. Han hentede sin hustru til Danmark fra Rusland, etablerede et skrædderi og fik sønnen Salomon Blachman, som fik to sønner, Henning (født 1938) og Bjarne Blachman (født 1943). Isak Blachmans forretningstalent gjorde, at familien fik råd til at flytte fra Københavns jødiske ghetto omkring Borgergade til egen villa i Søborg. Familien var ikke særligt religiøs og frekventerede ikke synagogen. Ligesom størsteparten af de danske jøder lykkedes det familien Blachman at flygte til Sverige i oktober 1943.
Imod sine forældres ønske blev Henning Blachman gift med en ikkejødisk dansk pige i 1958, bosatte sig på Frimestervej og siden Stefansgade på Nørrebro og åbnede samme år en radio- og tv-forretning på Nordre Fasanvej 39. Han opfandt som 20-årig den første kommercielt anvendelige automatiske telefonsvarer. Moderen Annie Blachman ejede tøjkæden Vi unge, der var en populær 1960'erne og 1970'erne.
Thomas Blachman er ordblind. Han gik på adskillige skoler: Hyltebjerg Skole, Gunnar Jørgensens Skole, Statens Pædagogiske Forsøgscenter (SPF) og Bernadotteskolen.
Blachman studerede slagtøj på Det Kongelige Danske Musikkonservatorium, hvor han blev undervist af Hans Fulling. I 1981 tog Blachman som 17-årig til USA for at studere på Berklee College of Music i Boston, hvor han blev BA i jazz-komposition og arrangement i maj 1985.
Som barn var Thomas Blachman tæt knyttet til farfaren: "Jeg havde et meget tæt forhold til min farfar, som var meget musikalsk. [...] Han spillede russiske folkesange, og jeg har altid været knyttet til russiske komponister." Thomas Blachman holdt meget af melankolien i den russiske folkemusik: "Der er noget forløjet over den rene glæde, mens melankolien har flere lag. Måske var det derfor, jeg begyndte at spille jazz. Jazzen kaldes jo 'den blå tone' og kan rumme mange forskellige følelser samtidig."

### I musikkens tjeneste: Trommeslager, producer, sangskriver og et pladeselskab.
Blachman startede som trommeslager i bandet Page One, der blev dannet i 1987 af ham, trompetist Henrik Bolberg, saxofonist Thomas Hass, pianist Erik Ørum og bassist Lennart Ginman. I 1988 udkom debutalbummet Beating Bop Live, der var optaget på jazzklubben Montmartre i København.
Thomas Blachman udgav albummet Love Boat i 1990 under konstellationen Thomas Blachman and the X-Traditional Values, der bestod af pianist Lars Jansson, saxofonisterne Bob Rockwell og Tomas Franck samt Page One-bassist Lennart Ginman. Albummets 12 numre var komponeret af Blachman til projektet: "Jeg har prøvet af forudse en helhed, ikke bare i kompositionerne, men også hvad lyden angår. Bob og Tomas skiftes til at spille sopransax, og det giver en klarinetlyd, der er blødere og mere swing-agtig, end hvis jeg havde brug en trompetist." Love Boat modtog prisen som Årets danske jazz udgivelse til Dansk Grammy 1991.
Page One udgav deres andet og sidste album Live at Ronnie Scott's i 1991. Det var optaget på jazzklubben Ronnie Scott's i London.
I 1992 dannede Thomas Blachman et fusionsprojektet, der blandede jazz og hip-hop. Under konstellationen Blachman Thomas & The Supreme Beat Revolution optrådte Blachman med rapperne Remee og Al Agami til en koncert på Copenhagen Jazzhouse i forbindelse med Jazzfestivalen i 1992. To år senere udkom debutalbummet The Style and Invention Album under navnet Blachman Thomas meets Al Agami & Remee. Albummet udkom på Blachmans eget selskab YMOMM, der var en underafdeling af Mega Records. Albummet modtog samme år en Dansk Grammy for Årets danske jazzudgivelse. I 1997 udkom gruppens andet og sidste album, Four Corners of Cool.
Thomas Blachman modtog i 1994 et tre-årigt arbejdslegat fra Statens Kunstfond på 220.000 kr. årligt.
I 1995 fortolkede Blachman, Carsten Dahl og Lennart Ginman en række jazz-standarder på albummet Blachman Introduces Standard Jazz & Rap, Vol. 1 sammen med rapgruppen Alwayz in Axion, bestående af Agin Adjávon og Keith Marable. Albummet var ifølge Blachman et forsøg på at producere jazzmusik på en moderne måde: "Man tager en konventionel jazztrio eller jazzkvintet, men i stedet for to horn har man så to rap- vokalister. Det er let at rejse rundt og spille med og jeg har altid spekuleret over hvordan man kunne fortolke disse jazzstandards på en anden og mere frisk måde. Da der aldrig har været skrevet en ny originaltekst til de her ting af unge mennesker burde nogle rappere kunne opdatere hele udtrykket."
Sammen med Kasper Winding producerede han Caroline Henderson debutalbum, Cinemataztic, der udkom i august 1995. Albummet fusionerede pop med trip hop og jazz. Blachman og Winding modtog priserne som Årets danske sangskriver og Årets danske producer til Dansk Grammy 1996. Cinemataztic solgte 140.000 eksemplarer.
Thomas Blachman blev i 1995 tilbudt en kontrakt på fem album med det legendariske amerikanske jazz-pladeselskab Blue Note Records. Om tilbuddet udtalte Blachman i 2008: "Tilbuddet fra Blue Note virkede fjernt og druknede i al den vellyst, jeg havde på det nære. Jeg har egentlig aldrig haft internationale ambitioner. Jeg finder dem for krævende. Der er for meget ballade og for mange rejser. Jeg vil langt hellere bruge tiden på at rejse rundt inde i mig selv. Ind efter den intelligente musik." Selskabet var interesseret i at udsende The Style and Invention Album, som den første udgivelse på det amerikanske marked, men Blachman afslog og ville i stedet udgive nyt materiale. Halvandet år senere rejste Blachman til New York City og mødtes med Blue Notes direktør Bruce Lundvall, som han præsenterede Four Corners of Cool for. Direktøren mente albummet var "mere futuristisk poppet end jazzet", og var ikke interesseret i at udgive det.
Han deltog som sangskriver i Dansk Melodi Grand Prix 1996, hvor Mark Linn sang hans nummer "Røde kinder". Sangen opnåede en andenplads.
Fra 1998 til 1999 stod Blachman bag det nyskabende pladeselskab ManRec. Selskabet udgav bl.a. Mark Linn, Thomas Winding, Kaya Brüel, og Claus Hempler. Ideen var at sælge musikken via Internettet og have en forretning på Frederiksborggade, som var minimalistisk indrettet med høretelefoner hængende fra loftet, som kunderne kunne benytte til at høre musikken, inden de købte den. Konceptet var at tænke i samme baner som i modebranchen, hvor man har kollektioner. Det vidste sig at være en forretningsmodel, som folk ikke var helt trygge ved, og pladeselskabet gik efter blot to kollektioner konkurs. Thomas Blachman udtalte i 2003 at ManRec var "det dårligste, jeg nogensinde har lavet". I november 2013 genudgav den danske musiktjeneste WiMP hele ManRec-kataloget til streaming.
Thomas Blachman og Kasper Winding udsendte i april 2009 EP'en Musicality. Om samarbejdet udtalte Winding: "Vi lagde ud med at sige, at alt skulle prøves, og hvis Thomas har en fed idé, så skal vi lave den. Ligegyldigt hvor åndssvagt, jeg umiddelbart synes den lyder. Så afgør vi senere, om det er noget. Der tror jeg, vi begge må indrømme, at i 80 procent af tilfældene er det faktisk blevet bedre". Ifølge anmeldere var musikken inspireret af den franske housemusik, med navne som Air og Daft Punk.
I oktober 2009 udsendte Blachman albummet The Pulse i konstellationen The Pulse, der bestod af tenor-saxofonist Jakob Dinesen, trompetist Mads La Cour, pianist Heine Hansen, bassist og sanger Daniel Franck, og Thomas Blachman på vokal og trommer. Om albummet udtalte Blachman: "Det er en kombination af det hørte og det uhørte. Det er i hvert fald ikke hørt før på denne her måde. Desuden er det helt tørt produceret uden rumklang og al den æstetik, som har kedeliggjort jazzen siden 80'erne. Det er mere fysisk, og det er lige i skallen".

### Idols,X Factorog egne tv-koncepter (2000–nu)
I 2004 komponerede Thomas Blachman jingler til DR1. Han komponerede igen jingler til DR1, som blev brugt i fire år fra 2009 til 2013. I 2010 komponerede han nyt lyddesign til radiostationen P1, hvor han inkorporerede melodien fra "Drømte mig en drøm i nat", der er P1's kendingsmelodi.
I 2005 og 2006 medvirkede Blachman som kunstanmelder i DRs program Smagsdommerne.
I 2008 blev Blachman kendt i den brede offentlighed, da han begyndte som mentor og dommer (sammen med Lina Rafn og Remee) i den danske udgave af X Factor, en talentkonkurrence inden for sang. Han udfyldte rollen som den kritiske dommer, som opfinderen af konceptet Simon Cowell havde i den britiske version, og Blachman blev da hurtigt kendt for sine markante og skarpe kommentarer til deltagerne. Blachman blev både frygtet og respekteret. Blachman var bl.a. mentor for sangerinden Heidi Herløw, der kom på en tredjeplads. Han producerede sammen med Kasper Winding hendes debutalbum, Audio Ballerina, der udkom samme år. Albummet modtog guld for 15.000 solgte eksemplarer.
I kølvandet på sin eksponering i forbindelse med X Factor udgav Blachman i 2008 bogen Det kolossale menneske.
Bogen var forfattet sammen med Torben Steno, og de kaldte den en "oprørsbiografi".
Blachman vendte tilbage som dommer i 2. sæson af X Factor, der blev sendt fra januar til marts 2009. Han var bl.a. mentor for sangeren Mohamed. Blachman og Remee blev ifølge dem selv uvenner i løbet af sæsonen, og efter programmets afslutning udtalte Remee til BT: "Jeg vil beskrive vores forhold som ikke-eksisterende. Jeg er bare glad for, at jeg ikke længere skal have den smålighed i mit liv, nu når det her show er slut." Senere kom det frem, at uvenskabet bundede i at Remee havde dannet gruppen Alien Beat Club med deltagere som Blachman havde fravalgt. Alien Beat Club endte med at komme på en andenplads i X Factor. Uvenskabet var medvirkende til, at Blachman ikke var dommer i 2010-udgaven af X Factor, og de talte ifølge Blachman ikke sammen i to år.
Thomas Blachman var dommer i X Factor 2011 sammen med Pernille Rosendahl og Cutfather, efter en pause siden 2009. Dommertrioen vendte tilbage i X Factor 2012. I marts samme år skabte Blachman betydelig omtale i medierne, da han som den første dommer X Factors historie, sendte sin egen gruppe ud af konkurrencen.
Efter afslutningen af 6. sæson på X Factor havde Thomas Blachman igen succes med at bringe sig selv frem til mediernes overskrifter, — nationalt som internationalt.
Det var da tv-programmet Blachman, et tv-format udviklet af Thomas Blachman, blev sendt første gang på DR2 den 2. april 2013.
Samtaleprogrammet skabte en voldsom debat, særligt da samtalen foregik foran en tavs nøgen kvinde.
I efteråret 2013 havde talentshowet Mentor premiere på DR1, som er et format efter Blachman. Konceptet er X Factor vendt på hovedet, i stedet for at det er deltagerne (mentees) som stemmes hjem, så er det dommerne (mentorene) som stemmes hjem. Showets musik lige fra tema til jingles er komponeret af Blachman selv. Showet vandt prisen for bedste konkurrence-reality-format ved C21/FRAPA Format Awards 2013.

## Privatliv
Blachman var frem til 2012 gift med grafisk designer Viola Heyn-Johnsen, som han har sine to ældste børn med.
I årene 2014-2017 var han gift med billedkunstner Sarah Louise Schackinger. 
I dag danner han par med den svenske sanger og digter Julia Werup, og parret har to børn sammen.
Han kaldte sig tidligere Blachman Thomas med begrundelsen "man skal altid nævne det vigtigste først; alle hedder jo Thomas".
Thomas Blachman har erklæret, at han er socialdemokrat. I november 2010 beskyldte Blachman Socialdemokratiets partiavis Socialdemokraten for censur, idet Blachman hævdede, at avisen havde undladt at bringe kritiske udtalelser om Helle Thorning-Schmidt i et interview. Det fik Blachman til at lægge det, ifølge ham, oprindelige interview ud på sin hjemmeside.

## Udvalgt diskografi

### Album
| som Thomas Blachman - The Story (med Niels Thybo og Jens Melgaard) (1987) - Love Boat (som Thomas Blachman and the X-Traditional Values) (1990) - Impressions/Expressions (med Erik Ørum) (1992) - The Style and Invention Album (med Al Agami og Remee) (1994) - Blachman Introduces Standard Jazz & Rap, Vol. 1 (featuring Alwayz in Axion) (1995) - Four Corners of Cool (med Al Agami og Remee) (1997) - Testing 1-2-3-4 (med Thomas Agergaard, Lennart Ginman og Carsten Dahl ) (1998) - Shiny Shoes and a Stiffy (opsamlingsalbum, 1999) - The Library Bar Concerts (med Lennart Ginman og Carsten Dahl) (2003) - Star Music Opus 1 (2003) - GinmanBlachmanDahl! (med Lennart Ginman og Carsten Dahl) (2004) - Musicality (med Kasper Winding) (EP, 2009) - Let's Call Stephen Riley (med Lennart Ginman) (2011) - Face The Demon (med Thomas Agergaard, Lennart Ginman og Carsten Dahl) (2011) - The Velvet Blues (med Lennart Ginman og Carsten Dahl) (2020) - The Shortlist (med Thomas Hass, Artur Tuźnik og Thomas Fonnesbæk)(2022) - Oh Yes My Maker (2022) - Screaming Twenties (som Humans Destroy Planets) (EP, 2023) - What's to Come! (med Lennart Ginman og Carsten Dahl) (2024) med Page One - Beating Bop Live (1988) - Live at Ronnie Scott's (1991) med Thomas Hass Quartet - Live at Copenhagen Jazzhouse (2008) - West (2019) med The Pulse - The Pulse (2009) | som producer - Thomas Hass – Notes in Time (1992) - Thomas Agergaard – Rounds (1993) - Caroline Henderson – Cinemataztic (1995) - Mark Linn – Men to Beat (1998) - Kathusja Babikian – So Real (1998) - Life on the Screen – Life on the Screen (1998) - CRèME – Popmusic Is My Life (1999) - Ditte Campion – Bounce (1999) - Kasper Winding – Vibe-O-Gram (1999) - Claus Hempler – Charm School for Popsingers (1999) - Maya Albana – Maya Albana (1999) - Aud Wilken – Diamond in the Rough (1999) - Torben Steno & Johan Olsen – Pligten Kalder (EP, 2007) - Klondyke – Dejlig dum (2008) - Heidi – AudioBallerina (2008) - Kasper Winding – Voila! (2011) - Anthony Jasmin – Stick Together (2014) - Caroline Henderson – Ménage à trois (EP, 2015) - Julia Werup – Blixtra (2019) - Julia Werup – The Thrill of Loving You (2020) - Julia Werup – Dear Frances (2023) soundtracks - GinmanBlachmanDahl – "After Dark" fra Lad de små børn (2004) medvirkende på andre album - Burning Love - Den danske hyldest til legenden Elvis Presley (1997) - Copenhagen celebration : 25 years with Copenhagen Jazz Festival (2003 – 1994) - Lady Christmas (2006) |

### Klassiske kompositioner
- Musik til åbningen af Øresundsbroen (2000)
- Musik til Sylfiden, en balletforestilling på Østre Gasværk (2000). Balletten havde også musik af Kasper Winding og var instrueret af Alexander Kølpin.

### Filmmusik
- Skæbnetimen (1996)
- Prins Henrik (2004)

## Film
- Samtalefilm med Kresten Osgood (2002)

## TV
- Jazz 99 (1999)
- Idols (2003–04)
- Smagsdommerne (2005–06)
- Spurten er gået (en del af DR2-serien "Selvoptagelser") (2006)
- X-Factor (2008-2009, 2011-2021)
- Blachman (2013)
- Mentor (2013)
- Luk mig ind - det er Blachman (2015)

## Bøger
- Det kolossale menneske (2008)
- Længe leve den kreative masse (2017)

## Priser
Dansk Grammy 1991
- Årets Danske Jazz Udgivelse: Love Boat

Dansk Grammy 1995
- Årets Danske Rap/Dance Udgivelse: Blachman Thomas meets Al Agami and Remee! : The style and invention album
- Årets Danske Jazz Udgivelse: Blachman Thomas meets Al Agami and Remee! : The style and invention album

Dansk Grammy 1996
- Årets Danske Producer: Cinemataztic (sammen med Kasper Winding og Caroline Henderson)
- Årets Sangskriver: Cinemataztic (sammen med Kasper Winding og Caroline Henderson)

Robert-prisen 2011
- Musikken til Submarino (sammen med Kristian Eidnes Andersen)